# Coscinasterias muricata
Coscinasterias muricata är en sjöstjärneart som beskrevs av Addison Emery Verrill 1870. Coscinasterias muricata ingår i släktet Coscinasterias och familjen trollsjöstjärnor. Inga underarter finns listade i Catalogue of Life.